# Mads Jørgensen
Lars Mads Jørgensen (Ryomgård, 10 febbraio 1979) è un ex calciatore danese, di ruolo centrocampista.

## Biografia
È il fratello di Martin Jørgensen.

## Carriera

### Club
Nato ad Ørsted, ha iniziato la carriera nella squadra locale, l'Aarhus, uno dei club più importanti della Danimarca. Nel settembre 1996 è stato convocato dalla Danimarca under 19 e, pochi mesi dopo, ha firmato con l'AGF. Il debutto con la squadra è arrivato a marzo 1998: ha giocato quasi cento partite con il team e ha contribuito ad evitare la retrocessione. Quando, nell'estate 2001, è scaduto il suo contratto, è diventato disponibile per un trasferimento a parametro zero. Quindi ha firmato per i rivali dell'Aarhus, il Brøndby.
Nella sua prima stagione al Brøndby ha segnato 10 reti ed ha contribuito ad ottenere la vittoria in campionato. Ha segnato l'ultima rete stagionale del 2003, in finale di Coppa di Danimarca contro il Midtjylland. Nel 2003 il suo contratto è scaduto ed è diventato libero di trattare con qualunque squadra.
A luglio 2003 ha firmato un contratto con l'Ancona, nella Serie A. Inizialmente il Brøndby si è opposto al trasferimento, dichiarando di voler un milione di corone come indennizzo, ossia la cifra pagata due anni prima all'Aarhus. Quando le pendenze economiche sono state sistemate, Jørgensen è diventato un calciatore dell'Ancona. Le sue condizioni fisiche non gli hanno permesso di giocare neppure una partita e, nella primavera 2004, si è trasferito in Norvegia, allo Stabæk. Il calciatore è arrivato in sostituzione di Martin Andresen e, al suo debutto, ha segnato una doppietta nella sfida contro il Sogndal, terminata 3-1. Al termine del campionato lo Stabæk è retrocesso nell'Adeccoligaen e Jørgensen ha lasciato la squadra.
È tornato al Brøndby nel 2005, con cui ha vinto sia il campionato che la coppa nazionale. Nel campionato successivo ha sofferto di numerosi infortuni che non gli hanno permesso di rendere in campo come sperato. Nel 2008 è tornato all'Aarhus, ma a causa di un infortunio ha lasciato il calcio.

### Nazionale
Ha giocato anche 15 partite con la Danimarca under 21 segnando anche una rete. Ad ottobre del 2001 è arrivata la prima convocazione in Nazionale maggiore, nella partita contro l'Islanda. Quella è stata la sua unica partita giocata in nazionale A, in cui è subentrato all'81º a Jon Dahl Tomasson.

## Statistiche

### Cronologia presenze e reti in nazionale
| Cronologia completa delle presenze e delle reti in nazionale ― Danimarca | Cronologia completa delle presenze e delle reti in nazionale ― Danimarca | Cronologia completa delle presenze e delle reti in nazionale ― Danimarca | Cronologia completa delle presenze e delle reti in nazionale ― Danimarca | Cronologia completa delle presenze e delle reti in nazionale ― Danimarca | Cronologia completa delle presenze e delle reti in nazionale ― Danimarca | Cronologia completa delle presenze e delle reti in nazionale ― Danimarca | Cronologia completa delle presenze e delle reti in nazionale ― Danimarca |
| Data                                                                     | Città                                                                    | In casa                                                                  | Risultato                                                                | Ospiti                                                                   | Competizione                                                             | Reti                                                                     | Note                                                                     |
| ------------------------------------------------------------------------ | ------------------------------------------------------------------------ | ------------------------------------------------------------------------ | ------------------------------------------------------------------------ | ------------------------------------------------------------------------ | ------------------------------------------------------------------------ | ------------------------------------------------------------------------ | ------------------------------------------------------------------------ |
| 6-10-2001                                                                | Copenaghen                                                               | Danimarca                                                                | 6 – 0                                                                    | Islanda                                                                  | Qual. Mondiali 2002                                                      | -                                                                        | 81’                                                                      |
| Totale                                                                   |                                                                          | Presenze                                                                 | 1                                                                        |                                                                          | Reti                                                                     | 0                                                                        |                                                                          |

## Palmarès

### Club

#### Competizioni nazionali
Campionato danese: 2 
Brøndby: 2002, 2005
Coppa di Danimarca: 2 
Brøndby: 2003, 2005